# 歌一洋
歌一洋（うた いちよう、1948年 - ）は、日本の建築家。近畿大学文芸学部元教授、歌一洋建築研究所主宰。
徳島県海部町生まれ。1970年近畿大学理工学部卒、1977年歌一洋建築研究所設立（一級建築士事務所）。1995年より近畿大学文芸学部芸術学科助教授、2015年まで同教授。2001年から四国八十八ケ所ヘンロ小屋プロジェクトを推進している。空海（弘法大師）開創の「四国八十八ケ所」の巡礼の道1400kmを歩き、お遍路のための休憩仮眠のできる小屋を88ケ所に十数年かけてつくるプロジェクトで、ボランティアで実施されている。

## 主な作品
- 暖炉のある家、1979年
- プロデューサーの家、1983年
- 曼陀羅、1984年
- 虚生環地、やしろ、1988年
- 高野台の家、1989年
- 高島町アイリッシュパーク、1993年
- グループホーム「かのん」、1998年
- 竜田川の家、1999年
- 大阪倫理会館、2001年
- 四国四十八ヶ所「ヘンロ小屋」、2001年
- サンスター邦星堂、2005年
- 城満寺座禅堂、2007年
- サンスターskyホール、2008年

## 受賞歴
- 石山寺に建つ住宅設計競技　優秀賞, 1978年
- 朝日新聞別荘　ペンション設計競技入賞, 1980年
- 第27回大阪府建築コンクール　渡辺節賞, 1981年
- イタミ小劇場指名設計競技 最優秀, 1985年
- 「Architecture Review (イギリス)」日本特集号で40Under 40の建築家に選ばれる，1987年
- 高島町製外学習施設(音楽ホール・研修等・図書館)　指名設計競技 最優秀, 1991年
- 日経アーキテクチャー日本の世代別建築家14人に選ばれる, 1991年
- 日本当代100名建築家作品選(中国)に選ばれる, 1997年
- 大阪倫理会館設計競技 最優秀, 1999年
- 日本現代商業空間設計秀作品選（中国）, 2001年
- 第12回甍賞（明尾寺鐘楼）受賞, 2003年
- 現代日本の建築家優秀建築選 2006, 2006年
- 現代日本の建築家優秀建築選 2007, 2007年
- 第14回甍賞瓦屋根入賞（サンスターskyホール）, 2008年
- 現代日本の建築家優秀建築選 2008, 2008年
- 高知県建築文化賞, 2010年
- かがわ産業化チャレンジコンペ入賞認定, 2013年
- 第12回高知県木の文化賞, 2014年
- 日本建築家協会第１回四国建築賞業績賞, 2015年
- 第1回ウッドデザイン賞2015, 2015年